# Fedja van Huêt
 (octobre 2018).
Si vous disposez d'ouvrages ou d'articles de référence ou si vous connaissez des sites web de qualité traitant du thème abordé ici, merci de compléter l'article en donnant les références utiles à sa vérifiabilité et en les liant à la section « Notes et références ».
Fedja van Huêt est un acteur néerlandais, né le 21 juin 1973 à La Haye (Hollande-Méridionale).

## Biographie

### Jeunesse
Fedja van Huêt naît le 21 juin 1973 à La Haye, en Hollande-Méridionale. Ses parents étant divorcés, il grandit à Tiel où il fréquente l'école secondaire Lingecollege, entre 1985 et 1992, et sa mère travaille au théâtre Agnietenhof (nl).

### Carrière
En 2005, il est membre au Toneelgroep Amsterdam (en), où il apparaît dans les pièces de théâtre, entre autres, Angels in America, Don Carlos, Après la chute et Macbeth jusqu'en 2013.

### Vie privée
Depuis juillet 2015, Fedja van Huêt est marié avec l'actrice Karina Smulders et, de cette union, naît leur fille unique, prénommée Sara Chavah Mies.

## Filmographie partielle

### Cinéma
- 1987 : Terug naar Oegstgeest (nl) de Theo van Gogh : Kleine Peter
- 1997 : Karakter de Mike van Diem : Jacob Katadreuffe
- 2003 : Peter Bell 2 (Pietje Bell 2: De Jacht op de Tsarenkroon) de Maria Peters : Fuik
- 2003 : Rosenstrasse (Rosenstraße) de Margarethe von Trotta : Luis Marquez
- 2004 : De kus de Hilde Van Mieghem : Vic
- 2005 : Guernesey (Guernsey) de Nanouk Leopold : Sebastiaan
- 2006 : Waiter ! (Ober) d'Alex van Warmerdam : Ralph
- 2008 : Les Buddenbrook, le Déclin d'une famille (Buddenbrooks) de Heinrich Breloer : Hermann Hagenström
- 2012 : Nono, het zigzag kind de Vincent Bal : l'inspecteur Feierberg
- 2014 : Lucia de B. de Paula van der Oest : Quirijn Herzberg
- 2015 : Bloed, zweet en tranen de Diederick Koopal : Tim Griek
- 2016 : La Peur au ventre (De held) de Menno Meyjes : Jacob Edelman
- 2019 : Baantjer: het begin d'Arne Toonen : Bob Donkers
- 2020 : The Judgment (De veroordeling) de Sander Burger : Bas Haan (nl)
- 2022 : Ne dis rien (Speak No Evil) de Christian Tafdrup : Patrick

### Télévision
- 1991 : Goede tijden, slechte tijden : Rogier Wilgen (2 épisodes)
- 1996 : Inspecteur de Cock (Baantjer) : Praeses, alias Henk (saison 1, épisode 10 : De Cock en de moord uit angst)
- 1997 : Inspecteur de Cock (Baantjer) : Toine Hubar  (saison 3, épisode 3 : De Cock en de moord om de moord)
- 2024 : Maxton Hall - Le monde qui nous sépare : Mortimer Beaufort (6 épisodes)

## Récompenses
- 2021 : Veau d'or du meilleur rôle principal pour The Judgment